# Mythicomyia fumipennis
Mythicomyia fumipennis är en tvåvingeart som beskrevs av Axel Leonard Melander 1961. Mythicomyia fumipennis ingår i släktet Mythicomyia och familjen svävflugor.
Artens utbredningsområde är Sonora (Mexiko). Inga underarter finns listade i Catalogue of Life.